# Pujut
Pujut is een bestuurslaag in het regentschap Batang van de provincie Midden-Java, Indonesië. Pujut telt 2053 inwoners (volkstelling 2010).